# Gerster
Gerster és una població dels Estats Units a l'estat de Missouri. Segons el cens del 2000 tenia 35 habitants.

## Demografia
Segons el cens del 2000, Gerster tenia 35 habitants, 15 habitatges, i 10 famílies. La densitat de població era de 168,9 habitants per km².
Dels 15 habitatges en un 26,7% hi vivien nens de menys de 18 anys, en un 46,7% hi vivien parelles casades, en un 20% dones solteres, i en un 26,7% no eren unitats familiars. En el 20% dels habitatges hi vivien persones soles el 20% de les quals corresponia a persones de 65 anys o més que vivien soles. El nombre mitjà de persones vivint en cada habitatge era de 2,33 i el nombre mitjà de persones que vivien en cada família era de 2,64.
Per edats la població es repartia de la següent manera: un 25,7% tenia menys de 18 anys, un 5,7% entre 18 i 24, un 22,9% entre 25 i 44, un 34,3% de 45 a 60 i un 11,4% 65 anys o més.
L'edat mediana era de 40 anys. Per cada 100 dones de 18 o més anys hi havia 116,7 homes.
La renda mediana per habitatge era de 14.167 $ i la renda mediana per família de 16.250 $. Els homes tenien una renda mediana de 18.750 $ mentre que les dones 0 $. La renda per capita de la població era de 5.289 $. Entorn del 60% de les famílies i el 74,3% de la població estaven per davall del llindar de pobresa.

## Poblacions més properes
El següent diagrama mostra les poblacions més properes.